# 拟我表情
Memoji是用户的个性化头像 ，可在Apple生态系统（ iMessage 、 FaceTime 、 Game Center 、 Clips ）中使用。 化身可以是静态的，也可以是3D 动画的形式，考虑到用户的面部表情，例如微笑或做鬼脸 。 创建拟我表情包含大量可由用户自定义的功能。 例如，有发型、肤色、头部形状，以及眼睛、眉毛、鼻子、耳朵等多种选择。 可以向拟我表情添加配件，例如眼镜、帽子或帽子。